# Thomisus castaneiceps
Thomisus castaneiceps är en spindelart som beskrevs av Simon 1909. Thomisus castaneiceps ingår i släktet Thomisus och familjen krabbspindlar.
Artens utbredningsområde är Vietnam. Inga underarter finns listade i Catalogue of Life.